# North Weald (metropolitana di Londra)
North Weald è una stazione fantasma della Central line della metropolitana di Londra. Aperta come stazione ferroviaria nel 1865, dal 1949 e fino alla sua chiusura nel 1994 era situata sul ramo Epping-Ongar della Central line tra le stazioni di Epping e Blake Hall. Oggi opera come stazione per la ferrovia storica Epping-Ongar Railway.

## Storia
La stazione fu aperta dalla Great Eastern Railway il 1 aprile 1865. Fungeva principalmente da scalo merci per trasportare prodotti agricoli dalle fattorie della zona verso il centro di Londra. Durante la guerra, la linea era frequentemente utilizzata dagli aviatori diretti al vicino aeroporto militare di North Weald.
Il 29 settembre 1949 la London Underground prese in carico la linea Epping-Ongar, rilevandola dalla British Railways. Su questa sezione il servizio venne fornito da treni trainati da locomotive a vapore, con un servizio navetta separato operato dalla British Railways, fino al 18 novembre 1957, quando anche questa sezione della linea venne elettrificata e i treni elettrici sostituirono quelli a vapore. La scarsità di potenza elettrica disponibile impedì la piena integrazione di questo ramo della linea con la Central line e il servizio tra Epping e Ongar continuò a operare come servizio navetta.

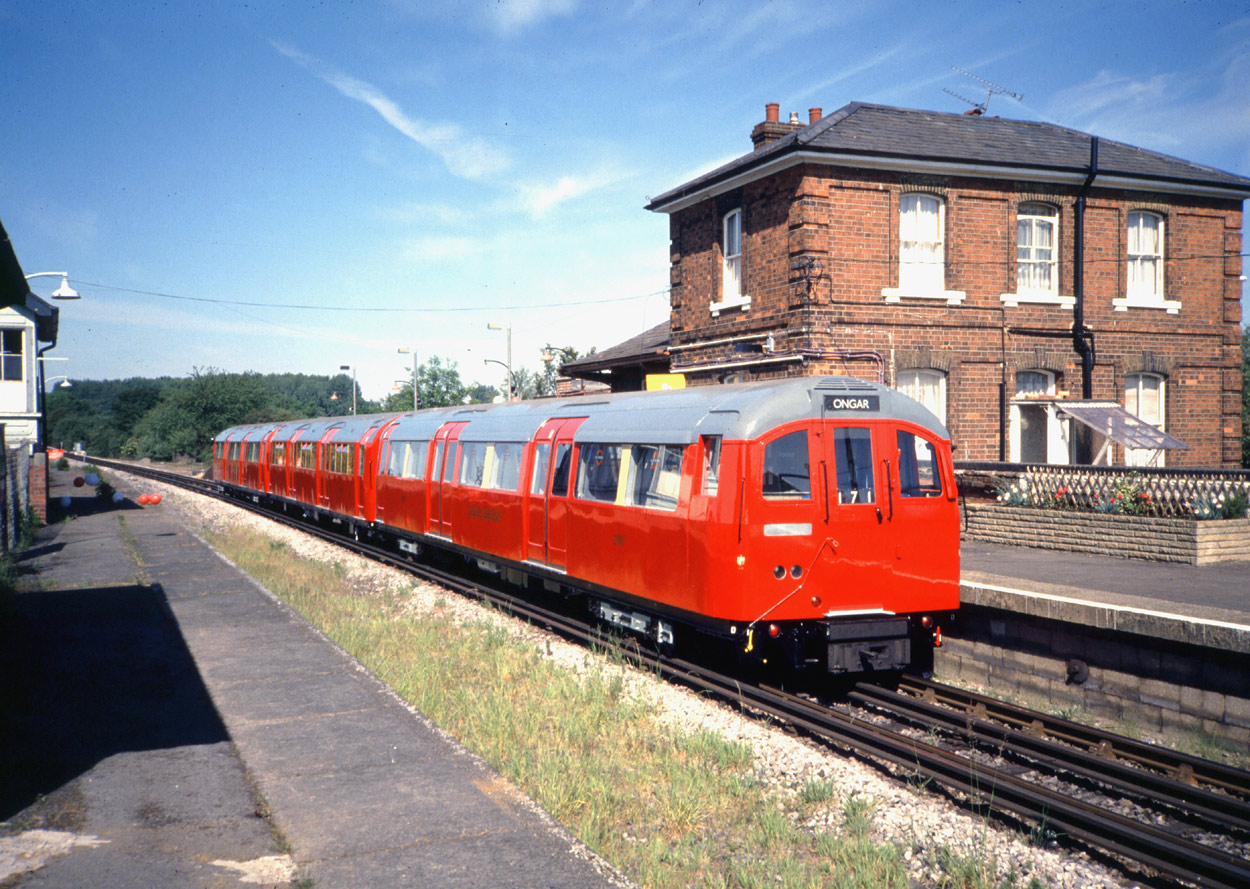
Un treno della Central Line alla stazione di North Weald nel 1990.

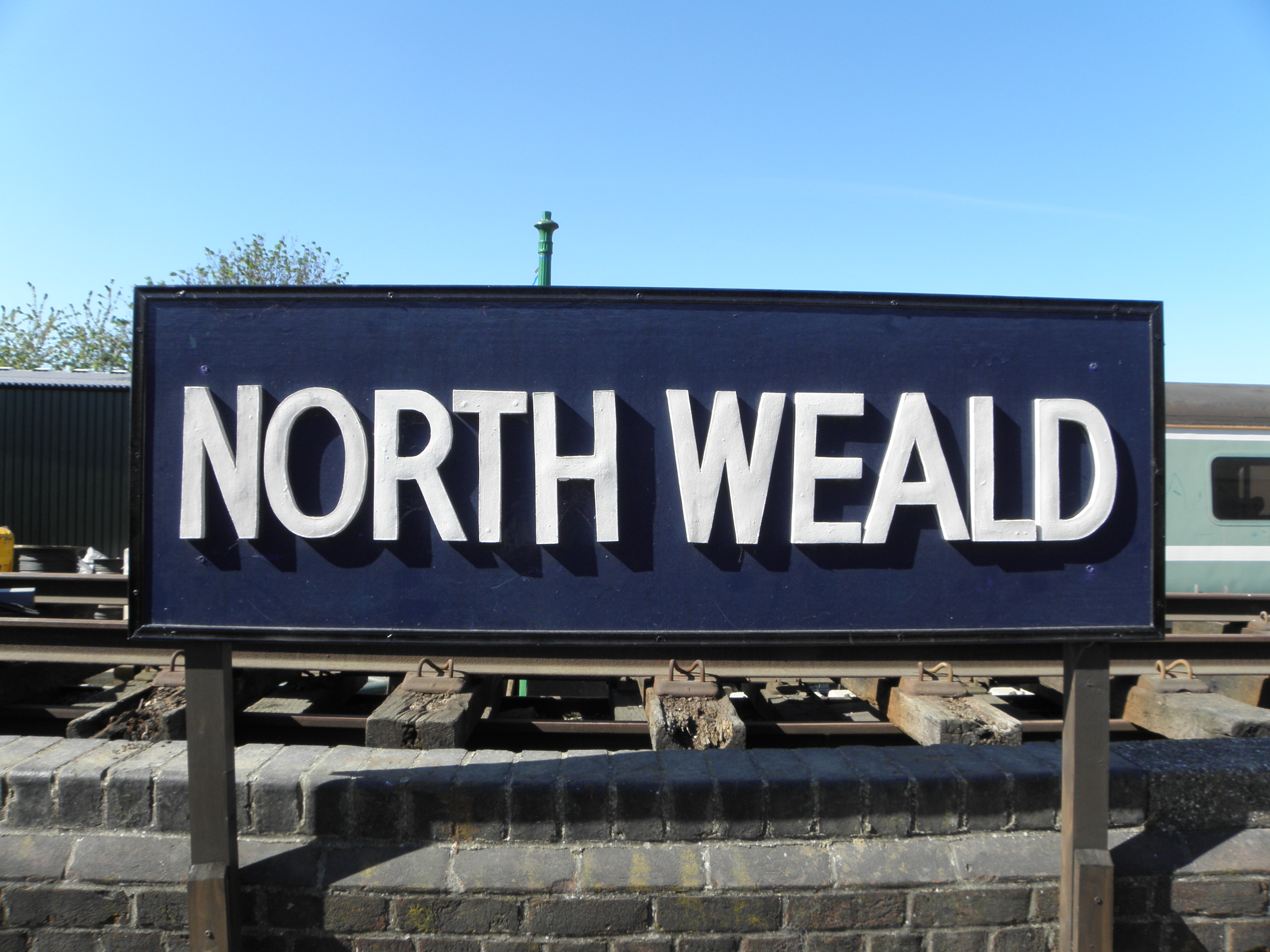
Cartello segnaletico della stazione.

Sebbene il tratto Epping-Ongar funzionasse normalmente come una diramazione isolata della Central Line, servita da un servizio navetta, per due giorni all'anno vi erano treni diretti dal centro di Londra fino a North Weald in occasione dello show aeronautico che si teneva all'aerodromo di North Weald, situato a breve distanza dalla stazione.
L'intero tratto da Epping a Ongar era a binario singolo, con un solo binario di scambio situato proprio alla stazione di North Weald. Questo scambio era stato smantellato nel 1888 e riaperto nel 1949 dopo il trasferimento della tratta alla rete della metropolitana. Fra il 1949 e il 1976 North Weald ebbe così due binari e due piattaforme in funzione. Durante questo periodo, due treni della metropolitana potevano essere usati su questa sezione di linea, incrociandosi a North Weald, anche se la loro lunghezza era limitata a quattro carrozze per via delle restrizioni sulla potenza elettrica disponibile, oltre che per le ridotte dimensioni delle piattaforme in uso alle stazioni di North Weald e di Blake Hall. Il binario di scambio e la seconda piattaforma furono chiusi nel 1976 e il servizio venne ridotto ad un solo treno. Fino a questa data, North Weald rimase l'ultima sezione della rete metropolitana a utilizzare i segnali semaforici meccanici.

## Chiusura
La diramazione Epping-Ongar non era molto utilizzata e divenne rapidamente un servizio in perdita. I problemi furono acuiti quando la municipalità di Londra rimosse il sussidio finanziario alla linea (in quanto questa si trovava geograficamente al di fuori dei confini della Greater London) e le autorità locali dell'Essex non furono in grado di fornire a loro volta un sussidio; di conseguenza, le tariffe su questa tratta erano molto più alte che non sul resto della rete metropolitana. Il servizio fu dapprima eliminato di domenica, poi anche il sabato, e infine limitato a soli sette treni al giorno in ogni direzione, nelle ore di punta. La London Transport aveva più volte richiesto al governo il permesso di chiudere la linea, ma questo venne rifiutato per via della mancanza di modi di trasporto pubblico alternativi tra Epping e Ongar.
Nel 1994 finalmente il governo permise la chiusura della diramazione, con l'intesa che sarebbe stata venduta a una compagnia privata che avrebbe garantito la continuazione del servizio. La tratta, inclusa la stazione di North Weald, fu chiusa il 30 settembre 1994. La linea venne de-elettrificata ma lasciata intatta, nell'ottica di permettere la continuazione del servizio. Tuttavia, ciò non avvenne.

## Riapertura come ferrovia storica
La stazione e la linea furono acquistati dalla Epping Ongar Railway Ltd. All'epoca dell'acquisizione la compagnia aveva dichiarato la propria intenzione di ripristinare un servizio regolare sulla linea, ma l'indisponibilità di una piattaforma alla stazione di Epping, all'estremità occidentale della linea, si è finora rivelata un ostacolo insormontabile.  Un'associazione di appassionati, la Epping Ongar Railway Volunteer Rail Society, effettuò un servizio domenicale di corse con treni storici fra Ongar e North Weald fra il 2004 e il 2007, quando la linea venne chiusa a seguito di un cambio di proprietà.
La linea, compresa la stazione di North Weald, è stata infine riaperta al pubblico come ferrovia storica il 25 maggio 2012. Oltre 600 metri di binari sono stati sostituiti, e il secondo binario e la seconda piattaforma sono stati restaurati. Nel settembre 2013 è stata restaurata anche una terza piattaforma. Il sistema di segnalazione è stato risistemato e collegato alla cabina originale del 1888, permettendo a due treni di usare la stazione contemporaneamente in entrambe le direzioni. Il cavalcavia pedonale in cemento, pericolante, è stato demolito e sostituito con uno originale della Great Eastern Railway, in metallo, originariamente collocato nei pressi di Woodford. L'edificio è stato ridipinto nei colori delle livree degli anni quaranta e tutti i locali interni sono stati a loro volta restaurati, con la sostituzione dell'illuminazione fluorescente con luci in stile d'epoca. La EOR attualmente opera principalmente servizi turistici nei fine settimana tra Ongar e Coopersale, a poca distanza da Epping. La compagnia sta cercando finanziamenti per costruire una nuova piattaforma a Epping che consenta di completare il collegamento sul percorso originale.